# ノドゥル島
ノドゥル島 (ノドゥルソム、ハングル: 노들섬、Nodeulseom) は、韓国ソウルの漢江にある人工島。より大きい汝矣島の東にある無人島である。漢江大橋が島の上を通過している。
2019年9月28日、4年間に渡る改修プロジェクトの後に、島は音楽をテーマとした複合文化施設として再開された。島の上には、野外音楽場、書店、広大な緑地、ムーンライト・ノドゥルと呼ばれる2メートルの月の芸術作品を含む、種々の文化施設がある。

## 歴史
20世紀以前は、この地域は本土の一部で、漢江の土手だった。李氏朝鮮の時代には、ここは新草里 (신초리; 新草里) と呼ばれる村だった。1683年の記録がある。1900年頃には、上下の村 (상동; 윗마을; lit. upper village and 하동; 아랫마을; lit. lower village) におよそ300人が住んでいた。この地域は漢江の定期的洪水を避けるため、他の地域より高くなっていた可能性がある。

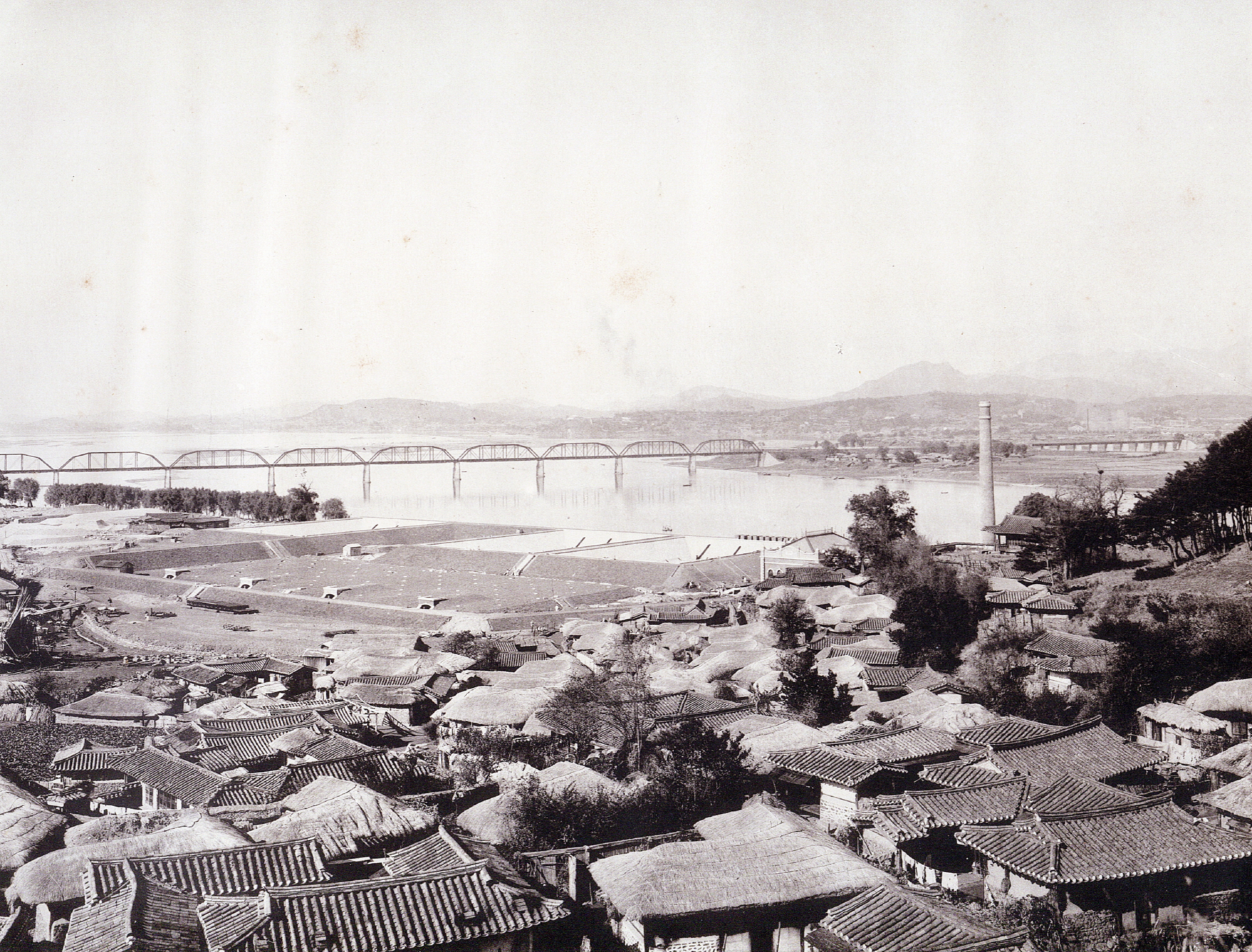
新草里の一部が、橋の真ん中あたり、遠くの右側に見える。(1911年)

1910年から1945年にかけての日本統治時代の1913年に、大日本帝国の侯爵李海昌（李氏王家のメンバー）は、新草里の所有権を主張し、居住者の許諾無しに朝鮮政府に売却した。日本の徴税官が来て朝鮮の住民に税金を払うよう要求し、払わない人々は殴られたり脅かされたりしたと言われている。
これに対し、新草里の男性住民86人が京城地方裁判所に李氏を訴えた。裁判の中で、李氏が土地の権利を所有する文書を所有していないことがわかった。彼は何年かの混乱期により文書は失われたと主張した。訴訟開始の3か月後、訴訟を主導した新草里の長老が横領の罪で懲役3ヶ月の判決を受けた。日刊紙『ハンギョレ』の記者は、逮捕が訴訟と関連していると推測している。
提訴から4年もたたないうちに、村は強制撤去された。植民地政府は地域の砂を大量に運び出し、この土地は島となり、日本語で「中之島」と呼ばれるようになった。漢江大橋が島の上に架けられ、1917年10月7日に開通した。橋は朝鮮戦争の時に、北朝鮮がこの橋を使うのを阻止するために、アメリカ軍により破壊されたが、その後再建された。1970年代から1980年代にかけ、朴正煕大統領と全斗煥大統領は島からさらに砂を運び出し、島はさらに改変された。
1989年の開発計画により、島にはテニスコートが建設された。計画では大規模な市民公園が作られる予定だったが、計画は中止された。2000年代半ば、島にオペラハウスの建築が企画されたが、実現しなかった。2010年代初頭、島に市民農場を作る計画が立った。2017年10月、小規模な芸術劇場の建築が始まり、2019年9月28日に開場した。